# باغ بشمركي (مقاطعة فارياب)
باغ بشمركي (بالفارسية: باغ پشمرکی) هي قرية تقع في البلدة المركزية في إيران. يقدر عدد سكانها بـ 496 نسمة بحسب إحصاء 2016.